# Столбово (деревня, Москва)
Столбово — деревня в Новомосковском административном округе Москвы (до 1 июля 2012 года была в составе Ленинского района Московской области). Входит в состав района Коммунарка.

## Население
| 1859 | 1890 | 1899 | 1926 | 2002 | 2006 | 2010 |
| ---- | ---- | ---- | ---- | ---- | ---- | ---- |
| 72   | ↘67  | ↘64  | ↗73  | ↘33  | ↘9   | ↗203 |

Согласно Всероссийской переписи населения, в 2002 году в деревне проживало 33 человека (14 мужчин и 19 женщин).

## География
Деревня Столбово находится в северо-восточной части Новомосковского административного округа, примерно в 23 км к юго-западу от центра города Москвы и 9 км к юго-востоку от центра города Московский. На севере и востоке граничит с посёлком Коммунарка.
В 1,5 км к северо-западу от деревни проходит Калужское шоссе А130, в 8 км к востоку — Симферопольское шоссе М2, в 4,5 км к северо-востоку — Московская кольцевая автодорога, в 7 км к востоку — линия Курского направления Московской железной дороги. Рядом с деревней строится жилой комплекс «Москвичка».

## История
Название предположительно произошло от некалендарного личного имени Столб.
В «Списке населённых мест» 1862 года — владельческое сельцо 1-го стана Подольского уезда Московской губернии по левую сторону старокалужского тракта, в 18 верстах от уездного города и 33 верстах от становой квартиры, при прудах и колодцах, с 8 дворами и 72 жителями (34 мужчины, 38 женщин).
По данным на 1899 год — деревня Десенской волости Подольского уезда с 64 жителями.
В 1913 году — 12 дворов, имение Думновой.
По материалам Всесоюзной переписи населения 1926 года — деревня Бачуринского сельсовета Десенской волости Подольского уезда в 2,1 км от Калужского шоссе и 7,5 км от станции Бутово Курской железной дороги, проживало 73 жителя (39 мужчин, 34 женщины), насчитывалось 15 крестьянских хозяйств.
С 1929 до 2012 гг. — населённый пункт Московской области в составе Красно-Пахорского района (1929—1946); Калининского района (1946—1957); Ленинского района (1957—1960, 1965—2012); Ульяновского района (1960—1963); Ленинского укрупнённого сельского района (1963—1965).
С 2012 года — в составе города Москвы.

## Достопримечательности
В 1700 м к юго-востоку от деревни на берегу реки Шишовки находится селище «Столбово-1», датированное XVI веком. Селище имеет статус памятника археологии.

## Известные уроженцы
- Сергей Фёдорович Макеев — участник Великой Отечественной войны, Герой Советского Союза (1944, посмертно), танкист, гвардии лейтенант[16].

## Транспорт
В непосредственной близости от деревни расположена станция метро «Новомосковская» на Сокольнической линии. В 2024 году открыта одноимённая пересадочная станция на Троицкой линии.
Также рядом проходят маршруты автобусов № 636 (Фитарёвская улица — 2-й микрорайон Южного Бутова), 882 и 895к (Поликлиника — Метро «Тёплый Стан»), 967 (Метро «Коммунарка» — Мега — Ашан).